# Dendrospora tenella
Dendrospora tenella är en svampart som beskrevs av Descals & J. Webster 1980. Dendrospora tenella ingår i släktet Dendrospora, divisionen sporsäcksvampar och riket svampar.   Inga underarter finns listade i Catalogue of Life.